# Instituto de Psiquiatria do Hospital das Clínicas da FMUSP
O Instituto da Psiquiatria do Hospital das Clínicas da Faculdade de Medicina da Universidade de São Paulo - IPq/HCFMUSP é uma das sete unidades hospitalares que integram e, juntas, formam o Hospital das Clínicas da FMUSP. Sua área construída é de 15.500m2.

## Histórico
O IPq-HCFMUSP foi construído na década de 1940 e inaugurado em abril de 1952, como o início dos serviços ambulatoriais. Por coincidência, no mesmo ano em que começou a utilização do primeiro medicamento neuroléptico/antipsicótico. Em outubro de 1953, inicia o funcionamento da sua enfermaria.

## Ensino
Como base operacional do ensino ministrado pelo Departamento de Psiquiatria da Faculdade de Medicina da USP, o IPq serve de apoio prático às disciplinas dos cursos de graduação e de pós-graduação. Mantém renomados programas de residência médica nas áreas de psiquiatria geral e psiquiatria infantil, além de ministrar cursos próprios de educação continuada e especialização.

## Pesquisa
Além das atividades de ensino e assistência, o IPq desenvolve pesquisa médica e científica em estreita colaboração com os demais departamentos da FMUSP e unidades do complexo HC. Realiza projetos de investigação médica e pesquisa científica nas áreas de psiquiatria e neurologia em colaboração com diversas instituições nacionais e estrangeiras, como Institute of Psychiatry/Maudsley Hospital, de Londres,(UK), o Western Psychiatric Institute and Clinic de Pittsburgh (Estados Unidos) e o Central Institute, de Mannheim, na Alemanha.

## Departamento de psiquiatria
Pertencente a Faculdade de Medicina da Universidade de São Paulo, que ministra os cursos de ensino médio de graduação, residência (três anos para psiquiatria geral, e quatro anos para psiquiatria da infância e adolescência, com 45 residentes), pós-graduação (nível A da CAPES), estágios de educação continuada e especialização para todos os profissionais de saúde mental.

## Missão e visão
Exercer atividades de prevenção, tratamento e reabilitação dos transtornos psiquiátricos, promover a saúde mental e desenvolver ensino e pesquisa de qualidade, validando e difundindo modelos eficientes de intervenção.
Ser uma instituição de excelência e referência na assistência, ensino e pesquisa em psiquiatria e saúde mental.

## Assistência
O IPq, como unidade hospitalar, fornece cuidados médicos avançados nas áreas de psiquiatria e neurologia. Mantém diversos serviços especializados no tratamento de transtornos de ordem psiquiátrica e comportamental. Além disso, mantém uma importante divisão de neurologia funcional que é classificada pelo ministério da saúde como centro de referência nacional (CRN) em neurocirurgia de epilepsia.

## Estrutura
O Instituto da Psquiatria do HCFMUSP é composto por diversas unidades de serviço de apoio, dentre elas se destacam:
- Centro Interdepartamental para os Distúrbios do Sono.
- Divisão Médica
- Divisão de Enfermagem
- Núcleo de Epidemiologia Psiquiátrica
- Núcleo de Estudose e Pesquisa em Psiquiatria Forense e Psicologia Jurídica
- Serviço de Arquivo Médico
- Serviço de Nutrição e Dietética
- Serviço de Odontologia
- Serviço de Psicologia
- Serivço de Psicoterapia
- Serviço de Terapia Ocupacional
- Serviço de Tratamento Biológico - Serviço de Eletroconvulsoterapia
- Serviço Social
- Unidade de Farmácia
- Unidade de Neuropsicologia

Também mantém em sua estrutura alguns laboratórios de pesquisas coordenados pelo Instituto dos Laboratórios de Investigação Médica (LIM), a saber:
- Laboratório de Neurociências - LIM-27
- Laboratório de Psicofarmacologia, Psicopatologia Experimental e Terapêutica Psiquiátrica - LIM-23

## Localização
O IPq-HCFMUSP está localizado na região central da cidade de São Paulo, na área conhecida como o quadrilátero da saúde, local onde se encontram instalados os demais institutos do complexo do Hospital das Clínicas de São Paulo, a Faculdade de Medicina, a Escola de Enfermagem, a Faculdade de Saúde Pública, todos integrantes da USP. Também ali estão sediados o Instituto Adolfo Lutz, o Instituto de Infectologia Emílio Ribas, o Instituto Médico-Legal e a Secretaria da Saúde do estado de São Paulo.